# Mount Creighton
Mount Creighton är ett berg i Antarktis. Det ligger i Östantarktis. Australien gör anspråk på området. Toppen på Mount Creighton är 1 503 meter över havet.
Terrängen runt Mount Creighton är platt norrut, men söderut är den kuperad. Trakten är obefolkad. Det finns inga samhällen i närheten.